# Cordia bridgesii
Cordia bridgesii là loài thực vật có hoa trong họ Mồ hôi. Loài này được (Friesen) I.M.Johnst. mô tả khoa học đầu tiên năm 1952.